# Igreja de São Miguel dos Gregórios
A Igreja de São Miguel dos Gregórios, igualmente conhecida como Igreja de São Miguel ou Ermida de São Miguel, é um edifício religioso localizado nas imediações da vila de Casével, na freguesia de Castro Verde e Casével, no município de Castro Verde, em Portugal.
O primeiro templo no local foi uma ermida dedicada a São Miguel, de provável construção quinhentista. No século XVIII foi descoberta uma fonte nas proximidades, cujos extraordinários poderes curativos lhe deram a fama de milagrosa, atraindo muitos peregrinos, cujos donativos permitiram a expansão do antigo edifício para uma igreja.
A Igreja de São Miguel está classificada como Imóvel de Interesse Público desde 1971.

## Descrição
A Igreja de São Miguel dos Gregórios está situada a alguns quilómetros de distância da vila de Casével e a cerca de oito quilómetros da sede do concelho, estando inserida na herdade do Monte dos Gregórios. A um quilómetro de distância situa-se a Fonte Santa ou Fonte dos Milagres, no interior da Herdade do Mourão, que faz parte do percurso da romaria da igreja, por ter sido o local do milagre que originou aquele evento.
O imóvel tem uma planta sensivelmente em forma de L, com a sacristia perpendicular à nave pelo alçado esquerdo, perto da cabeceira. O edifício apresenta a tipologia típica de uma igreja rural de romaria, com uma aparência exterior bastante simples. A fachada principal é rasgada por um portal de verga recta sobreposto por um janelão rectangular, sendo o conjunto rematado por uma empena de forma triangular, encimada por uma cruz latina. Em cada um dos cunhais da nave erguem-se acrotérios com pirâmides, e a cabeceira também é rematada por uma empena com uma cruz, alinhada como a da fachada oposta. As abóbadas no interior são suportadas por uma cimalha moldurada, que corre desde a frente do edifício até ao seu interior, elemento que também pode ser encontrado noutros imóveis setecentistas na região, incluindo na Igreja Matriz de Entradas, situada igualmente no concelho de Castro Verde. A sacristia possui um portal próprio, de verga recta, sobre o qual se ergue uma sineira, formada por um arco de volta redonda ladeado por aletas no estilo Barroco, e sobreposto por um frontão.
A simplicidade exterior da igreja contrasta com a riqueza no seu interior, sendo considerado um dos templos mais artisticamente complexos dentro da sua categoria, na região do Baixo Alentejo. O edifício tem uma só nave, sendo coberta por uma abóbada de berço, pintada num impressionante trompe-l'oeil. Na nave destaca-se igualmente o púlpito, em madeira. As paredes são forradas com azulejos azuis e brancos, enquanto que o pavimento está coberto com mosaicos com as mesmas cores. O arco triunfal setecentista, de volta redonda, é suportado por pilastras, e decorado com as armas reais, que podem ser um reflexo da patronagem real para a construção do edifício. A capela-mor também está revestida com azulejos historiados do período joanino, em tons azuis e brancos, com desenhos de cenas alusivas aos milagres de São Miguel. O altar-mor foi construído em mármore com tons brancos e rosados, apresentando talha Rococó, que foi trabalhada pelo mestre Sebastião de Abreu, um dos maiores artistas daquele estilo artístico no Alentejo.
O complexo da igreja inclui igualmente vários anexos em ruínas, que correspondiam a dormitórios, estrebarias e casas de apoio aos peregrinos. Também se destaca o edifício da Fonte Santa.

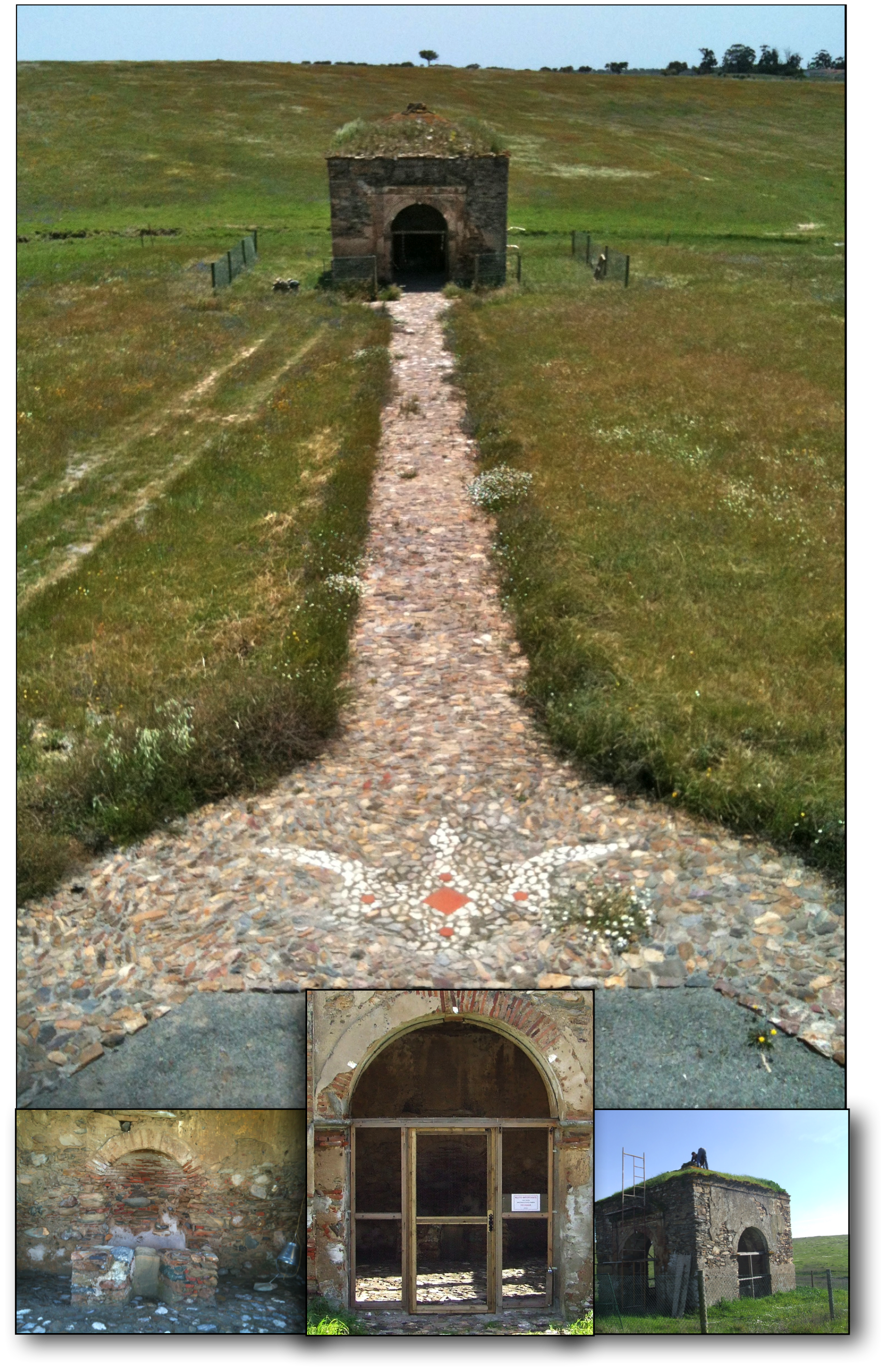
Fonte dos Milagres, parte do percurso da peregrinação à Igreja de São Miguel

## História

### Construção e expansão da igreja
A primeira Ermida de São Miguel foi fundada possivelmente nos finais do século XVI, tendo-se tornado célebre na região nos princípios do século XVIII, devido à descoberta de uma fonte nas suas imediações, cujas águas tinham fama de milagreiras. Esta fonte atraiu um grande número de peregrinos, que ofereceram grandes donativos em bens e dinheiro à confraria de São Miguel, uma vez que consideravam que a cura tinha sido feita por intercessão daquele santo. De acordo com Manuel Palma, proprietário dos terrenos onde se situa a Fonte Santa, a Confraria de São Miguel apresentava várias diferenças em relação às outras organizações deste tipo em território nacional, funcionando quase como uma instituição bancária, tendo chegado a ser uma das bases financeiras da monarquia durante o período absolutista. Com efeito, segundo a obra História de uma Confraria - 1677-1855, publicada em 1989 pelo investigador Abílio Pereira de Carvalho, os rendimentos da confraria cresceram de forma inesperada em 1714, e as dádivas em esmolas foram utilizadas na aquisição de bens, como terrenos e edifícios, e começou a funcionar como administradora para capitais emprestados a juros, tendo chegado a confiscar algumas fazendas por motivo de insolvência dos devedores. Nesse mesmo ano, o rei D. João V interviu numa questão legal entre o prior de Castro Verde e os «oficiais da Câmara», que exigiam parte do rendimento das esmolas da confraria de São Miguel, que foram uma importante fonte de receita para a autarquia, durante essa centúria. Abílio Pereira de Carvalho encontrou um auto da Câmara de 22 de Julho desse ano, onde foi documentado o milagre da Fonte de Sâo Miguel e o correspondente o crescimento das dádivas à confraria: «Aos vinte e dois dias do mês de Julho de mil setecentos e catorze anos, nesta vila de Castro Verde, nas casas da Câmara dela, estando juntos os oficiais da Câmara em presença do Ouvidor desta Comarca, porquanto, ora de presente, se havia divulgado que junto à igreja do Senhor São Miguel se houve aberto e descoberto uma fonte de milagre que Deus Nosso Senhor por intercessão do Santo a essa fonte concorre muita gente com algumas doenças e achaques e se divulga serem sãos por virtude da água da dita fonte com que se lavam e se tinha experimentado virtudes nelas e para que se houvesse cobrar as esmolas que os romeiros e devotos quisessem dar ao dito Santo para as obras que se querem fazer na dita Ermida».
A confraria também beneficiou de um favorecimento da família real ao culto de São Miguel. D. João V dedicou uma especial atenção ao concelho de Castro Verde, por ter sido priorado da coroa, enquanto que o seu sucessor, D. José, interessou-se especialmente pela construção do novo edifício. Assim, puderam iniciar-se as obras para um novo templo, ao mesmo tempo que foi construído um pequeno edifício para resguardar a fonte santa. Segundo a documentação existente, as empreitadas para a nova ermida e o edifício da fonte foram entregues ao mestre Pedro Gomes, tendo as obras para ambas as estruturas tido início entre 1715 e 1720, enquanto que os anexos à igreja, para apoio aos romeiros, foram construídos entre 1719 e 1728. Porém, a construção da igreja atrasou-se até aos finais do século, existindo registos de pagamentos até 1776, data de instalação do arco triunfal, enquanto que os trabalhos nos revestimentos continuaram além daquele ano, tendo o conjunto azulejar e os mosaicos no interior da igreja sido instalados na década de 1770. Os azulejos foram encomendados em Lisboa, e pagos no ano de 1779, tendo a sua aquisição sido apoiada pela rainha D. Maria. Finalmente, o sino terá sido pago em 1799.

### Séculos XX e XXI
O edifício da igreja foi classificado como Imóvel de Interesse Público pelo Decreto n.º 516/71, de 22 de Novembro.
Na década de 2000, o engenheiro Manuel Palma, dono dos terrenos onde se situa a Fonte Santa, estudou as propriedades do local, de forma a saber por que motivo é que ganhou a sua reputação como milagreira. Neste sentido, contratou o cientista norte-americano Paul Rudé, especialista na área das medicinas alternativas ligadas à bioenergia, e presidente da Associação de São Miguel para a Medicina BioEnergética, uma organização que foi criada para coordenar as pesquisas geológicas no local. Estas iniciaram-se em 2007, com bons resultados, tendo Paul Rudé comentado que aquele era «o local de tratamento e de cura mais importante em termos geológicos conhecido até hoje». Como parte das pesquisas, a associação recuperou o edifício da fonte. Chegou-se à conclusão que a cura não era feita através das águas mas das propriedades geológicas do local, devido à reduzida radioactividade e à presença de um alegado campo de bio-energia, tendo sido encontrados apenas alguns traços de radiação por urânio, níveis que se encontram normalmente em zonas calcárias, embora a área de São Miguel seja principalmente ácida. Foram igualmente descobertas várias anomalias geológicas no local, como um conjunto de falhas paralelas de reduzido comprimento que são atravessadas por duas perpendiculares, que funcionavam como um tipo de bateria, e constatou-se que a água tinha uma conductividade muito elevada devido aos materiais que eram dissolvidos. Foram feitas várias experiências no local com humanos e animais, tendo Paul Rudé concluído que no local existe «uma elevada concentração de minerais que provoca uma dilatação dos vasos sanguíneos que vão para o cérebro e para os diversos músculos do corpo, e que pode ser usada para o tratamento de doenças da coluna, como a espandilose». De forma a aproveitar as potencialidades curativas do local, Manuel Palma idealizou a instalação de um estabelecimento de saúde, mas foi incapaz de encontrar parceiros para financiar as obras devido à crise económica. Em Maio de 2020, a Fábrica da Igreja Paroquial de Castro Verde e a Câmara Municipal assinaram um acordo para a realização de obras de recuperação e restauro do património religioso no município, incluindo na Ermida de São Miguel.

## Leitura recomendada
- CARVALHO, Abílio Pereira de (1989). História de uma Confraria - 1677-1855. Castro Verde: Câmara Municipal de Castro Verde. 179 páginas